# Kessel (Bad Elster)
Kessel ist eine südwestlich von Bad Elster gelegene Ortslage von Bad Elster im sächsischen Vogtlandkreis. Kessel liegt etwa 1 km von der deutsch-tschechischen Grenze entfernt, und damit direkt an der Grenze vom sächsischen zum böhmischen Vogtland.

## Geschichte
Kessel wurde spätestens 1691 als im Kessel erstmals erwähnt. Spätere Ortsnamensformen sind Kessel bei Elster (1834), Keßel (1847–1850) und Kessel (1875).
Kessel wurde in der Flur von Elster als Streusiedlung gegründet und gehörte zum Amt Voigtsberg und zur Amtshauptmannschaft Oelsnitz. Kessel ist heute mit Bad Elster zusammengewachsen. 1875 lebten in Kessel 99 Personen.

## Belege
1. ↑  Kessel (2) – HOV | ISGV. Abgerufen am 25. August 2023.